# Hemangioma congênito não involutivo
Hemangioma congênito não-involutivo é uma condição cutânea, as lesões ocorrem ligeiramente mais frequentemente em crianças do sexo masculino que são bem desenvolvidos ao nascer.

## Referência
1. ↑  Rapini, Ronald P.; Bolognia, Jean L.; Jorizzo, Joseph L. (2007). Dermatology: 2-Volume Set. St. Louis: Mosby. ISBN 1-4160-2999-0.